# August Kindermann
August Kindermann   (Potsdam, 6 de febrer de 1817 - Múnic, 6 de març de 1891) va ser un cantant i regidor alemany de baix baríton, destacat sobretot per les seves actuacions a les òperes de Richard Wagner.
Va començar la seva carrera en el cant del cor de la Òpera Estatal de Berlín en 1836 i va fer el seu debut en solitari allà en 1837 en un petit paper a Agnes von Hohenstaufen de Gaspare Spontini. Va passar a cantar papers de baix i baríton amb l'òpera de Leipzig de 1839 a 1846. Mentre es trobava a Leipzig, es va fer amic d'Albert Lortzing i va cantar a les estrenes de dues de les seves òperes: el paper principal a Hans Sachs (1840) i el comte von Eberbach a Der Wildschütz (1842). També va cantar el rol de Gazna en l'estrena de la secular obra de Robert Schumann l'oratori Das Paradies und die Peri (1843). El 1846, Kinderman es va traslladar a l'òpera estatal de Baviera a Múnic on va ser un "Kammersänger" i director d'escena que va gaudir de gran popularitat. El 1855, va dirigir la producció de la companyia en el Tannhäuser de Wagner i, també va cantar el paper de Wolfram. Durant el seu temps a Múnic, va cantar el paper de Wotan a les estrenes de Das Rheingold (1869) i Die Walküre (1870), així com de Titurel a l'estrena de Parsifal (1882). A més de les estrenes de Wagner, Kindermann també va cantar Count Eckart a l'estrena de l'òpera de Josef Rheinberger Die sieben Raben (1869).
Les filles d'August Kinderman, Franziska Kindermann, Hedwig Reicher-Kindermann i Marie Kindermann també es van convertir en cantants d'òpera.